# Marçay (Indre-et-Loire)
Marçay település Franciaországban, Indre-et-Loire megyében. Lakosainak száma 487 fő (2022. január 1.). Marçay Assay, Ligré, Beuxes, Ceaux-en-Loudun, La Roche-Clermault, Seuilly és Sammarçolles községekkel határos.

## Népesség
A település népességének változása:
| Lakosok száma | 454  | 410  | 416  | 464  | 486  | 506  | 519  | 529  | 531  | 487  |
|               | 1968 | 1982 | 1990 | 2006 | 2013 | 2015 | 2017 | 2019 | 2020 | 2022 |